# Zasłużony Działacz Sztuk RFSRR

Zasłużony Działacz Sztuk RFSRR

Zasłużony Działacz Sztuk RFSRR (ros. Заслуженный деятель искусств РСФСР) – radziecki tytuł honorowy.